# El Goonish Shive
 (mai 2018).
Si vous disposez d'ouvrages ou d'articles de référence ou si vous connaissez des sites web de qualité traitant du thème abordé ici, merci de compléter l'article en donnant les références utiles à sa vérifiabilité et en les liant à la section « Notes et références ».
Pour les articles homonymes, voir EGS.

El Goonish Shive (EGS) est un webcomic en anglais écrit et dessiné par Dan Shive depuis le 21 janvier 2002. Il raconte l'histoire d'un groupe de lycéens souvent embarqués dans des aventures étranges, pleines de transformations en tout genre, de magie, d'extra-terrestres citoyens des États-Unis et de monstres issus d'autres dimensions.
Genre : Humour/Aventure/Science-fiction. Bien que compréhensible en lui-même, ce webcomic est bourré de clins d'œil à divers films/livres/anime japonais/jeux vidéo et prend une saveur particulière quand on est capable de repérer ces petits détails.

## Généralités
Ce webcomic est en général en noir et blanc, avec quelques pages coloriées. Le graphisme est au départ assez sommaire, mais s'améliore beaucoup avec le temps. L'auteur fournit des fonds d'écran de bonne qualité en fonction des dons faits par les lecteurs. En plus de l'histoire principale, de petites histoires annexes sont regroupées dans une section EGS:NewsPaper. Contrairement à d'autres webcomics, les pages de fillers sont dans une section distincte de l'histoire principale : EGS:Fillers. Une partie de l'histoire tourne autour des thèmes de l'homosexualité et de la transidentité, ces thèmes étant abordés sous un angle humoristique.

## Personnages

### Personnages principaux
Elliot
Elliot Daniel Dunkel (jeu de mots sur le nom de l'auteur, Daniel Elliot Shive) est un garçon courageux, expert en arts martiaux, serviable et gentil. Son seul défaut est d'être un peu coincé. Il est le personnage autour duquel s'articule le groupe : il est le meilleur ami de Tedd, le frère jumeau de Ellen, l'ancien petit ami de Nanase, l'actuel petit ami de Sarah et un ami de Justin. Au cours de la série, il va acquérir un pouvoir limité de métamorphose, pouvant se transformer en fille et en hybride Homme/Félin.
Tedd
Tedd Drew Verres est un garçon d'aspect androgyne,,, qui déteste être pris pour une fille mais adore en être une. Il est passionné par la technologie et fait une fixation sur les lesbiennes,. Par bien des aspects, il est un geek typique. Il est intelligent et inventif, c'est lui qui a mis au point le pistolet transformateur (transformation gun). C'est le petit-ami de Grace et le cousin de Nanase. Pendant l'histoire "Pandora's Box", Tedd comprend grâce à Grace qu'il est transgenre.
Sarah
Sarah est la meilleure amie d'Elliot, et deviendra sa petite-amie. Elle est la seule personne à peu près normale du groupe, et a la tête sur les épaules. Elle est peintre-amateur et c'est la meilleure amie de Susan.
Grace
Grace (qui porte un temps le pseudonyme Shade Tail) n'est pas totalement humaine : elle peut se transformer en écureuil et, au cours de la série, va acquérir d'autres possibilités de métamorphose. Ayant vécu toute sa vie dans un laboratoire secret, elle ne connaît pas grand-chose du monde des humains et a souvent des réactions naïves ou enfantines. C'est la petite amie de Tedd. C'est potentiellement la créature la plus puissante du groupe, mais est pacifiste et effrayée par ses propres pouvoirs.
Ellen
Ellen Danielle Dunkel est la sœur jumelle d'Elliot ou plus exactement la version féminine de Elliot. Elliot, transformé en fille à la suite d'une erreur de Tedd, va utiliser le « diamant de dé-sorcellerie » (dewitchery diamond) pour mettre fin à cette « malédiction ». il sera « guéri » mais le processus va créer un double féminin : Ellen. Ellen possède tous les souvenirs d'Elliot, ainsi que ses compétences physiques et martiales. Ellen possède la faculté de projeter un rayon magique qui transforme filles et garçons en filles sexy, et elle peut aussi inverser cette transformation. Les circonstances particulières dues à sa « naissance » font qu'elle s'interroge souvent sur qui elle est et sur ses différences avec Elliot. Elle s'assume rapidement bisexuelle.
Nanase
Nanase Kitsune est l'ex-petite amie d'Elliot et la cousine de Tedd. C'est une experte en arts martiaux et elle est aussi capable d'utiliser la magie. En particulier, elle peut léviter et utilise, pour communiquer, un sort qui crée une fée à son image à proximité de la personne avec qui elle désire communiquer. Nanase est secrètement amoureuse d'Ellen mais met beaucoup de temps à admettre sa propre orientation sexuelle.
Justin
Justin Tolkiberry est membre de la même école d'arts martiaux que Nanase et Elliot, même s'il n'a pas leurs talents. Il est fan de science-fiction, du Seigneur des anneaux (cf son nom) et de jeux de cartes à collectionner. Il est l'ami de Nanase et d'Elliot et est secrètement amoureux de ce dernier. Son homosexualité lui a valu quelques ennuis dans le passé.
Susan
Tiffany Susan Pompoms est surnommée la reine des marteaux (the hammer queen) pour sa faculté de faire apparaître un, deux ou trois marteaux qu'elle emploie pour punir ceux qui manquent de respect envers la gent féminine. C'est une féministe engagée, qui a quelques problèmes relationnels avec les garçons depuis qu'elle a surpris son père en train de tromper sa mère avec une autre femme.

### Personnages secondaires
- Greg - C'est le professeur d'arts martiaux d'Elliot, de Nanase et de Justin. Il a fondé sa propre école d'art martiaux inspiré des anime japonais[20], après avoir acquis ses pouvoirs en visionnant des films et séries d'animation japonaise pendant 168 heures d'affilée[21].
- Dr Germahn - Ce savant fou aux allures d'Einstein est chargé de donner des explications "scientifiques" à tout ce qui peut apparaître comme non conforme à la physique enseignée à l'école. Par exemple, il explique comment les filles peuvent matérialiser des masses géantes pour punir les garçons qui leur manquent de respect[22].
- Amanda – L'assistante du Dr Germahn. Elle sert souvent de cobaye à ce dernier pour ses inventions[23].
- M. Verres – Le père de Tedd. Il travaille pour le gouvernement des États-Unis[24] et a accès à bon nombre de dossiers impliquant des extraterrestres et des phénomènes supra-naturels.
- Jeremy - Le "chat" de Tedd. Jeremy a des épines de hérisson sur le dos, mais à part cette particularité, il a le comportement d'un chat 'normal'.
- Tony - Il est dans le même lycée que Tedd et Elliot, et s'amuse souvent à se moquer de l'aspect androgyne de Tedd, le traitant de fillette ou de gay.
- Hedge - Un des frères de Grace : il peut se transformer en hybride humain/hérisson (Hedgedog signifie hérisson en anglais)[25].
- Guineas - Un des frères de Grace : il apparaît souvent sous forme d'hybride humain/rongeur (Guineas pig signifie cochon d'Inde en anglais) mais est capable d'avoir une forme totalement humaine[25].
- Vlad - Un des frères de Grace. Originellement conçu comme étant un "vampire"[25] (hybride homme/chauve-souris), l'auteur a modifié son apparence, lui donnant un aspect unique mêlant des traits de plusieurs espèces animales. Il est incapable de se transformer en humain, et cela lui cause beaucoup de peine.
- Damien - C'est "le" grand méchant de l'une des premières histoires[25]. Il possède un pouvoir pyrokinétique, a une force surhumaine et peut se régénérer. Il se croit immortel et veut conquérir le monde.
- Les Uryuoms - Ce sont des extra-terrestres qui se sont établis sur terre et travaillent en secret avec le gouvernement. Ils sont très en avance sur toutes les technologies impliquant la transformation, et ont leur propre langage, l'Uryuomoco, que parlent Tedd et Grace. Certains sont même citoyens des États-Unis.
- Le canard démoniaque (Demonic duck) - C'est un canard rouge avec des cornes, qui apparaît quand un personnage a besoin de faire une diversion pour se sortir d'une situation embarrassante : "hé, c'est pas une espèce de canard démoniaque que l'on voit là-bas ?"[26],[27]. Totalement inoffensif, il joue parfois des tours aux autres. Ou se met en grève au moment où on a besoin de lui.
- Dan - L'auteur n'apparaît pas dans la section principale, mais fait de nombreuses apparitions (sous forme d'un(e) hybride humain/écureuil)[28] dans EGS:Fillers et EGS:NP.

## Histoire
L'intrigue est découpée en chapitres (story arcs) de longueur variable. Voici les principaux :
- Goo - Elliot et Tedd sont les héros de cette aventure, où ils doivent affronter un monstre gélatineux dans les couloirs de leur lycée[29].
- Shade - Apparition de Grace (shade tail)[30].
- Relations - Dans lequel sont introduits Justin et Nanase[1]. Sarah déclare son amour à Elliot[31], qui rompt avec Nanase[3].
- Sister - Où apparaissent Susan et Ellen. C'est dans cette histoire que les premières transformations transgenres ont lieu[32].
- Night Out - Elliot, Sarah Tedd et Grace sortent au cinéma, Tedd et Grace ayant échanger leur corps. Ellen, Justin, Susan et Nanase passent une soirée ensemble, et Nanase prend conscience de son attraction pour Ellen.
- Tam Eh Tedd - Deux Uryuoms rendent visite à Tedd et Elliot. On en apprend plus sur ces extra-terrestres et sur l'univers de EGS. (Tam eh Tedd signifie Gun of Tedd en Uryuomoco, langue des Aliens).
- Painted Black - Nos héros doivent affronter les frères de Grace et surtout Damien. L'histoire de Grace est enfin révélée dans son intégralité.
- Diverses petites histoires suivent la précédente épopée, servant de préparation à l'anniversaire de Grace.
- Grace’s Birthday Party - L'anniversaire de Grace, auquel participent tous les personnages principaux. Le principe de cette fête est que tous les personnages sont transformés et changent de sexe. Cette situation inhabituelle fera évoluer les relations entre les personnages.

## Clins d'œil
Liste non exhaustive des œuvres auxquelles EGS fait référence :
| - City Hunter - Dragon Ball - Yu-Gi-Oh! - Sailor Moon - Family Compo - Berserk - Ranma ½ - Star Trek - Star Wars - X-Files - Pulp Fiction - Jumanji - Cœur de dragon | - Le Seigneur des anneaux - Superman, - Calvin et Hobbes - Black and White - Retromund - Magic : L'Assemblée - Jumanji |

## Accueil
Campbell remarque El Goonish Shive pour son évocation positive du changement de genre et de la transidentité en 2006. En 2014, J. Gray, autre auteur de webcomic, cite El Goonish Shive parmi les premiers webcomics à avoir abordé des thèmes LGBT aux côtés d'autres comme Yu+Me=Dream, Kaos Komix et The Wotch. The Webcomics Review abonde dans ce sens en 2018, en notant qu'el Goonish Shive aborde aussi le thème du fétichisme. Dans Women write about Comics, en 2018, Emily Lauer présente la BD comme décrivant le quotidien d'un groupe d'adolescents liés par le thème de la magie, notamment de la métamorphose, et remarque qu'El Goonish Shive a évoqué de longue date des thèmes liés à la transidentité. Lauer déplore une intrigue principale pas très accessible car un peu convolutée dans ses premiers temps, mais remarque que la série parallèle El Goonish Shive: Newspaper est plus accessible puisqu'elle consiste en gags ponctuels ou en histoires courtes. 